# Бродарич, Янко
Янко Мартинович Бродарич (словен. Janko Martina Brodarič, серб. Јанко Мартине Бродарич; 1 октября 1922, Росалнице — осень 1943, Вельюн) — югославский словенский партизан времён Народно-освободительной войны, Народный герой Югославии.

## Биография
Родился 1 октября 1922 в Росалнице близ Чрномля. Один из шести детей бедной крестьянской семьи. В молодости работал кузнецом. С 1941 года в партизанском движении.
В апреле 1942 года ввязался в бой против итальянских фашистов, которые попытались захватить его дом. Янко сбежал и добрался до сил 1-й горанской партизанской роты. В мае месяце вступил в Белокраинскую роту. Участвовал в боях на Старом-Трге в Колпи, исполнял обязанности «бомбаша» (закидывал вражеские укрепления гранатами и ручными бомбами). В том бою Янко был тяжело ранен, но партизаны не обнаружили его в своих рядах и ушли, оставив Янко на произвол судьбы. Он вынужден был провести ночь, истекая кровью, после чего впал в кому. Потерявшего сознание парня нашли местные жители и доставили в партизанскую больницу. Янко чудом выжил, но остался инвалидом: ему ампутировали ногу.
В ходе Четвёртого антипартизанского наступления осенью 1943 года Янко находился вместе с тяжело ранеными в укрытии. Когда итальянцы обнаружили укрытие, он попытался покончить с собой, чтобы избежать попадания в руки неприятеля. К счастью, итальянцы его не обнаружили. Он вместе с другими ранеными добрался до партизанского отряда и отправился на освобождённую территорию в Хорватии.
По пути рота партизан столкнулась с группой усташей. Янко как инвалид не имел права вступать в бой, хотя рвался туда. В критическом положении Янко всё-таки вырвался на передовую: когда пал пулемётчик, Янко выхватил его пулемёт и открыл огонь по усташам. Ведя бой, он позволил раненым добраться на свободную территорию, но сам был смертельно ранен.
27 ноября 1953 Янко Бродарич был посмертно награждён Орденом Народного героя Югославии.